# Frankrikes territoriella egenheter
Den franska geografin innehåller en del egenheter. Denna artikel är ett försök att förklara några av dem.

## Gränser
Staten Frankrike gränsar mot Tyskland, Andorra, Belgien, Brasilien (Franska Guyana), Spanien (i tre delar, väster och öster om Andorra och runt kommunen Llivia), Italien, Luxemburg, Monaco, Nederländerna (Saint-Martin på Saint Martin), Schweiz, Surinam (Franska Guyana).
Det är möjligt att det går en landgräns mellan Kanada och Frankrike över Green Island, som ligger i skärgården kring Saint Pierre och Miquelon, men detta är inte fastställt i de överenskommelser som slöts mellan de två staterna om territorialvattnet 1972. Canterbury-fördraget fastställer att landgränsen mellan Frankrike och Storbritannien går i tunneln under Engelska kanalen. 

### Omtvistade gränser
- Komorerna gör anspråk på ön Mayotte, men ön är i dagsläget ett "utomeuropeiskt departement". I omröstningarna 1974 och 1976 röstade invånarna för att behålla sin koppling till Frankrike och inte bli självständiga; Komorerna fortsätter dock att göra anspråk på Mayotte. 1976 la Frankrike in sitt veto mot en resolution i FN:s säkerhetsråd, där 11 av 15 medlemmar erkänt Komorernas överhöghet
- Madagaskar gör anspråk på några spridda öar (Bassas da India, Europa, Glorieusesöarna, Juan de Nova och Tromelinön) som till största delen är placerade i kanalen mellan Moçambique och Afrika (Tromelin ligger öster om Madagaskar)
- Mauritius gör anspråk på Tromelinön
- Vanuatu gör anspråk på Matthew och Hunter-öarna, öster om Nya Kaledonien i Stilla havet
- I Mexiko hävdar jingoistiska grupper att den obebodda atollen Clippertonön tillhör Mexiko, vilket inte är staten Mexikos officiella position. Ön lär vara världens mest isolerade atoll
- Surinam gör anspråk på området mellan floderna Lawa och Tapanahoni sedan 1891 eftersom det vid Freden i Utrecht var oklart var de inre delarna av floderna sammanflyter
- Italien hävdar att gränsen i alperna mellan de båda länderna går annorlunda än vad Frankrike hävdar
- Spanien hävdar att gränsen genom Alberamassivet går annorlunda och att de borde kontrollera toppen av Puig Neulós
- Elsass-lothringen som historiskt sett tillhört Tyskland, är omtvistat hos vissa grupper.

### Delad suveränitet
- Fasanön (43°20′35″N 1°45′54″V / 43.34306°N 1.76500°V) som ligger i Bidasoas delta vid Bisacayabukten. Ön byter administration halvårsvis. Besökare tillåts inte på ön.

### Extraterritorialitet
En mängd områden tillåts ha extraterritorialitet, däribland Europarådets och UNESCOs lokaler, Malteserordens byggnader, Röda korsets Parishuvudkontor, Internationella (L'Organisation Internationale de la Vigne et du Vin) vin- och druvstocksorganisationens huvudkontor samt Stillahavssekretariatet. De olika organisationerna har genom traktat fått olika rättigheter, som exempelvis att de inte kan bli föremål för husrannsakan. Ibland förekommer det en missuppfattning om att militärkyrkogårdar i Frankrike skulle åtnjuta extraterritorialitet, men deras status har snarare att göra med att staten avsagts sig ägandet av marken för evig tid.

### Särregler
- Alla fartyg som seglar på Bidassoa, eller kommer från floden för att fiska, ska följa de lagar som gäller i det land där de är registrerade
- Vägen som förbinder byn Lucelle patrulleras av schweizisk polismyndighet och på denna väg gäller schweizisk lag
- Gruvbrytning från Belgien som går in i Frankrike får ta upp malm utan att detta anses ha ägt rum i Frankrike
- I tunneln under Engelska kanalen gäller det lands lag som mottar en resande

Områden som kontrolleras av Frankrike i andra länder
- Fjorton hektar på ön S:t Helena utgör franska områden (Longwood House, Briars och delar av dalen Vallée du Tombeau) med rätt till egen konsul. Detta trädde i kraft i samband med Napoleons internering på ön.
- St Annes Kyrka i Jerusalem, Israel, administreras av Frankrike
- En minnessten nära Fredsmonumentet på slagfältet vid Austerlitz (i Tjeckien)

## Övrigt
- Llivia, en spansk exklav i Frankrike. Enligt ett fördrag stipulerades det att alla byar i området skulle tillhöra Frankrike; Llivia hade dock varit huvudstad i ett gotiskt kungarike och räknas därför som en stad
- Quinto Real/Pays Quint/Kintoa är en spansk exklav i Frankrike, som administreras av Frankrike. Invånarna är franska medborgare från födseln, men har rätt till dubbelt medborgarskap. Man betalar inkomstskatt till Frankrike och fastighetsskatt till Spanien. Frankrike sköter postutdelning och eldistribution; Guardia Civil ansvarar för allmän ordning och säkerhet.
- Rhinau är en by vid gränsen till Tyskland som har särskilda regler för de boende eftersom riksgränsen går genom byns ägor.
- På minst sex platser har Frankrike trerikeskorsningar (liknande treriksröset).

## Källhänvisningar
Den här artikeln är helt eller delvis baserad på material från franskspråkiga Wikipedia.